# Mercy Brown
Mercy Brown est une Américaine connue pour avoir vu son corps être exhumé en 1892 dans le but de procéder à un rite destiné à bannir les manifestations d'une morte-vivante. Depuis, son nom fait partie du folklore américain

## Biographie
Vers la fin du XIXe siècle à Exeter au Rhode Island, États-Unis, la famille de George et Mary Brown souffre d'une série d'infections à la tuberculose. À cette époque, la tuberculose est souvent mortelle et, pour cette raison, crainte de la population.
La mère, Mary, est la première à mourir, suivie en 1888 de l'aînée de ses filles, Mary Olive. Deux ans plus tard, en 1890, le fils Edwin tombe à son tour malade.
En 1891, une autre fille, Mercy, contracte la maladie et meurt en janvier 1892. Son corps est alors enterré au cimetière baptiste à Exeter.
Des amis et des voisins croyaient que l'un des morts était un vampire (mais ils n'ont pas utilisé ce terme), provoquant la maladie d'Edwin. Cette croyance émane du folklore américain qui affirme qu'une série de morts dans une famille est provoquée par un mort-vivant. À l'époque, la tuberculose est une maladie peu connue et son existence alimente la légende urbaine.
Forts de ces croyances, George Brown et plusieurs villageois ont exhumé les corps le 17 mars 1892. Alors que les corps de Mary et Mary Olive étaient dans un état de décomposition avancée, celui de Mercy, enterré plus récemment, s'était peu décomposé et son cœur contenait encore du sang. Des gens en ont conclu que la jeune femme était une morte-vivante et la cause de la maladie d'Edwin. La température froide de l'époque en Nouvelle-Angleterre avait rendu le sol pratiquement imperméable, et la température de la tombe était proche du point de congélation, ce qui avait en grande partie préservé le corps, enterré deux mois plus tôt.
Le cœur de Mercy fut retiré, puis brûlé. Les restes furent mélangés à de l'eau et le mélange fut donné à boire à Edwin. Il est mort deux mois plus tard.

### Sources
- (en) Michael E. Bell, Food for the Dead - On the Trail of New England's Vampires, New York, Carrol & Graf Publishers, 2001 (ISBN 0-7867-08999), p. 338
- (en) [vidéo][documentaire télévisé] « Vampires in New England », 1996